# N'Guelbély
N'Guelbély es una comuna rural del departamento de Maine-soroa de la región de Diffa, en Níger. En diciembre de 2012 presentaba una población censada de 21 976 habitantes, de los cuales 11 102 eran hombres y 10 874 eran mujeres.
La economía de la comuna depende de la ganadería, ubicándose en el límite entre la zona agropastoral del sur y la zona de pastoreo puro del norte. En la pedanía de Goudéram hay un mercado de ganado los viernes.
Se encuentra situada al sureste del país, unos 70 km al norte de la capital departamental Maïné-Soroa y unos 100 km al noroeste de la capital regional Diffa.